# Gloeoporus sulphureus
Gloeoporus sulphureus är en svampart som beskrevs av Corner 1989. Gloeoporus sulphureus ingår i släktet Gloeoporus och familjen Meruliaceae.   Inga underarter finns listade i Catalogue of Life.